# Riserva naturale di Gorgany
La riserva naturale di Gorgany (in ucraino Ґорґани заповідник?) è una riserva naturale che copre una parte della catena montuosa del Gorgany sui Carpazi Orientali Esterni, nel sud-ovest dell'Ucraina. La riserva è costituita per il 46% da foreste secolari ed è uno degli ultimi e più grandi boschi di questo tipo in Europa. Istituita nel 1996, essa protegge i ceppi di pino cembro (Pinus cembra) ed è amministrata dal rajon di Nadvirna nell'oblast' di Ivano-Frankivs'k.
Per salvaguardarne il patrimonio, la riserva non è accessibile al turismo di massa e la costruzione di strutture, la caccia e la pesca sono vietate.

## Topografia
La catena del Gorgany è costituita prevalentemente da rocce sedimentarie fortemente stratificate chiamate flysch, che si fratturano in campi detritici conosciuti localmente come gorgan. Le altezze delle cime nel parco variano dai 710 ai 1754 m s.l.m. La catena si estende da nord-ovest a sud-est, su conglomerati del Cretacico e del Quaternario, e presenta arenarie, argille e marne. Nel parco ci sono una trentina di ruscelli di montagna che costituiscono una fitta rete che va a alimentare il fiume Bystrycja. Il paesaggio scosceso, formatosi durante la glaciazione Würm, è ricoperto da boschi di conifere.

## Clima
Il clima della riserva è di tipo continentale con estati calde, indicato come Dfb secondo la classificazione dei climi di Köppen. Le temperature sono soggette a grandi escursioni termiche stagionali e le estati sono abbastanza calde, con almeno quattro mesi in cui la temperatura media è superiore ai 10 °C, ma nessun mese in cui supera i 22 °C. A gennaio la temperatura media registrata è di −7,6 °C, mentre a luglio si registrano in media 16,4 °C. La media delle precipitazioni annuali è compresa tra  853 e 1007 mm, mentre l'umidità annua è del 78%.

## Flora e fauna
Il 76% del territorio è formato da foresta naturale stabile, cresciuta spontaneamente, un chiaro esempio di sostenibilità del sito attraverso il completo ciclo forestale. Il 46% della superficie totale è costituito da foreste vergini secolari che coprono un totale di oltre 2.110 ettari. Le piante dominanti sono abeti rossi e pini. I pini relitti (pino europeo, silvestre e mugo) si decompongono per il suolo che permette la crescita successiva di abeti e di faggi. A bassa quota si trovano latifoglie e conifere, mentre le piante non arboree più numerose sono le erbacee perenni, con pochi arbusti quali l'erica, il mirtillo nero e il mirtillo rosso.
Le principali zone altitudinali sono:
- il fondovalle torrentizio, caratterizzato da bosco misto.
- la zona moderata e fresca, situata tra i 770 e i 1200 m s.l.m. e costituita da boschi di abeti rossi
- la zona termale moderatamente fredda, situata tra i 1200 e i 1600 m s.l.m. e costituita da boschi di abeti e larici-abete rosso
- la zona subalpina, posta a circa 1600 m e costituita da pino mugo e rocce ricoperte di muschi e licheni.[6]

Più in basso, lungo le piane fluviali si trovano l'ontano e la copertura di erbe tra cui spiccano il farfaraccio bianco, olmaria, coda di cavallo, calta palustre e cardamine.
Gli studiosi hanno mappato la riserva suddividendola in 17 diversi tipi di foreste in base alle differenze di altitudine, suolo, microclima e altri fattori che rendono l'intera area un prezioso riferimento per gli ecosistemi naturali dei Carpazi.
Per la parte faunistica, la lista rossa IUCN dell'Ucraina include 22 specie rare e endemiche di animali come la salamandra, il tritone alpino, il tritone dei Carpazi, il temolo e il pesciolino eurasiatico.